# Endiandra acuminata
Endiandra acuminata är en lagerväxtart som beskrevs av Cyril Tenison White. Endiandra acuminata ingår i släktet Endiandra och familjen lagerväxter. Inga underarter finns listade i Catalogue of Life.